# それいけ!アンパンマン シャボン玉のプルン
『それいけ!アンパンマン シャボン玉のプルン』（それいけアンパンマン シャボンだまのプルン）は2007年（平成19年）7月14日公開の映画『それいけ!アンパンマン』シリーズ通算第19作。同時上映作品は『それいけ!アンパンマン ホラーマンとホラ・ホラコ』。
全日本私立幼稚園連合会、社会福祉法人日本保育協会推薦作品。

## 概要
本作はクリームパンダとプルンが中心のストーリーとなっている。
「アンパンマンたいそう」の一節にある「もし自信をなくしてくじけそうになったら…」が作品のテーマとして扱われている。

## あらすじ
美しいシャボン玉で町の人々を魅了する「シャボン玉ショー」。その主役は、シャボン玉城に住むしゃぼんだま姫と5人組の「シャボン玉ガールズ」である。
その一人、プルンの悩みは、他のメンバーのように大きなシャボン玉が作れない事だった。そして、プルンは悔しさのあまりステージをさぼってしまう。
その後、森の谷底でクリームパンダと出会ったプルンは、幾多の苦難を乗り越えた末、アンパンマンに助けられる。アンパンマンやその仲間達との交流を通じていくうちに、プルンは少しずつ自信を取り戻すようになっていった。
その頃、シャボン玉城は、ばいきんまんが発明したバイキンシャボンダダンダンによって危機に陥っていた…。

## 登場キャラクター（キャスト）
詳細はアンパンマンの登場人物一覧を参照。

### レギュラーキャラクター
アンパンマン
声 - 戸田恵子
ばいきんまん
声 - 中尾隆聖
体がバイキンであるためシャボン玉を怖がる場面がある。「ヘンテコバッハッハ」に変装する。
アンパンマン達に敗退後、石鹸の成分の影響からか白く小さくなるものの、エンディングでマシンで元に戻ることが出来ることが判明した。しかしなぜか巨大になったり、白と紫のまだら体型になってしまった。
本作では映画オリジナルの強敵の登場やバイキンメカの暴走がないため、そのまま敵役を務めている。
クリームパンダ
声 - 長沢美樹
本作では彼がメインである。プルンからは「くちびるパンダ」と呼ばれていた。
当初はプルンと衝突していたが、過ごしていたうちに和解していく。
ジャムおじさん
声 - 増岡弘
バタコさん
声 - 佐久間レイ
めいけんチーズ
声 - 山寺宏一
ドキンちゃん
声 - 鶴ひろみ
シャボン玉ガールズの笛を欲しがる。「マミムメモーツァルト」に変装する。
しょくぱんまん
声 - 島本須美
シャボン玉を「ふんわりと美しく飛ぶ姿はまさに食パンのようです」と例えていた。
カレーパンマン
声 - 柳沢三千代
シャボン玉を「パチンと弾ける瞬間はカレーみたいに刺激的だ」と例えていた。
メロンパンナ
声 - かないみか
ホラーマン
声 - 肝付兼太
「流しの歌手」に変装する。
みみせんせい
声 - 滝沢ロコ
カバオくん
声 - 山寺宏一
ピョン吉
声 - 原えりこ
ウサ子
声 - 中村ひろみ
ちびぞうくん
声 - 坂本千夏
かびるんるん
声 - 柳沢三千代

### ゲストキャラクター
シャボン玉ガールズ
しゃぼんだま姫と一緒に綺麗なシャボン玉を見せてくれる5人の女の子。持っている笛でシャボン玉を作る。
プルン
声 - 水野真紀
ゲストヒロイン。シャボン玉の笛でとても小さなシャボン玉を吹くことができる。しかし自分だけ大きなシャボン玉が作れなくて自信を失くしていた。シャボン玉城で練習を始めようとしたとき、大切な笛を忘れたことに気付いてパン工場まで行こうとした途中で笛を届けに来ていたクリームパンダが頼りないためイラついていたが、どんなに失敗しても諦めずにがんばるクリームパンダに励まされながら、一緒にシャボン玉城へ向かう。終盤ではバイキンシャボンダダンダンの狭い隙間に小さなシャボン玉で潜り込んでバイキンシャボンダダンダンのコントロールしている所をシャボン玉で破壊した後、アンパンマンに逆転のチャンスを与えた。イメージカラーはピンク。
エンディングでは、他のシャボン玉ガールズと共にステージでシャボン玉を披露、終盤にてアンパンマンの顔をしたシャボン玉を作り上げた。
ハッキー
声 - 半場友恵
五人の中でもリーダーで、元気いっぱいのハッキリものを言う性格。イメージカラーは黄色。
ピリリ
声 - 豊嶋真千子
少々、毒舌でプルンにきついことばかり言う。イメージカラーは赤。
クスン
声 - 原えりこ
一番背が低く名前の通り泣き虫。イメージカラーは青。
ホワワ
声 - 坂本千夏
一番体が大きく力持ち。食いしん坊。イメージカラーは緑。
しゃぼんだま姫
声 - 潘恵子
シャボン玉城のお姫様。みんなに楽しんでもらうため、シャボン玉を飛ばしている。
ばいきんまんに笛を奪われ、プルンを除くシャボン玉ガールズと共に投獄、人質にされる。
終盤はバイキンシャボンダダンダンが大破し、笛は飛んでしまったもののアンパンマンがキャッチしていたので壊れていなかった。

### その他のキャラクター
ウサギのお姉さん
声 - 葉山エレーヌ（日本テレビアナウンサー）
モオさん
声 - 増岡弘
ストローこうもり
しろかぶばあさん
カッパのカピー
父親
声 - 山寺宏一
子供
声 - 中村ひろみ
アンパンマンに風船を取ってもらった子供とその父親。

## 用語
シャボン玉城
しゃぼんだま姫とシャボン玉ガールズが住む城。常にシャボン玉を吹く練習をしている。

### 乗り物
飛行船アンパンマン号
ドキンUFO

#### バイキンメカ
バイキンUFO
バイコング2号
OPに登場。学校を壊そうとしたが、アンパンマンに完敗した。
バイキンシャボンダダンダン
声 - 星野充昭
しゃぼんだま姫とシャボン玉ガールズ（プルンを除く）から奪った笛を組み込んで作ったロボット。ばいきんまんの発明した「だだんだん」のシリーズでは唯一カタカナの『ダダンダン』表記であるが、実際は「ジャイアントベアリングロボ」の形をしている。口と3本のパイプの角から赤紫色のシャボン玉を発射して相手の体を拘束したり物を汚したりする。シャボン玉はかびるんるんのオルガンによって発射される。腕部は伸縮自在。また装甲も丈夫でアンパンマンたちのパンチを弾く。アンパンマンたちをシャボン玉で拘束するが、自信を取り戻したプルンのシャボン玉で逆転され、アンパンマンとプルンの連携によりシャボン玉の発射口を全て潰される。尚も戦いを続けるものの、プルンの小さなシャボン玉が内部に侵入し部品が次々破壊され、動けなくなったところをアンパンチで貫かれて、弾けて綺麗なシャボン玉となり自らが吐き出したシャボン玉の汚れを浄化した。

## スタッフ
- 製作 - 松元理人
- 企画 - 奥田誠治
- 原作 - やなせたかし「シャボンだまのプルン」（フレーベル館刊）
- プロデューサー - 柳内一彦、吉野朋子、俣野尚郎、倉田貴也
- 脚本 - 金春智子
- 主題歌 - 三木たかし、やなせたかし
- 音楽 - いずみたく、近藤浩章
- キャラクターデザイン・作画監督 - 前田実
- 美術 - 石垣努、小山田有希
- 色彩設計 - 金井てるみ
- 撮影 - 白尾仁志
- 編集 - 鶴渕允寿、鶴渕和子
- 音響監督 - 山田知明
- 音楽監督 - 鈴木清司
- 音響効果 - 糸川幸良
- 演出 - 山内東生雄
- 文芸担当 - 小野田博之
- 担当プロデューサー - 久保雄輔
- 監督 - 矢野博之
- 原画 - 菖蒲隆彦、星名靖男、薄谷栄之、志村恵美子、遠藤栄一、山内貴美子、他
- 作画監督補 - 星名靖男、志村恵美子
- アニメーション制作 - 東京ムービー
- 協力 - 読売新聞社
- 配給 - 東京テアトル、メディアボックス
- 制作 - アンパンマン製作委員会（日本テレビ、VAP、トムス・エンタテインメント、フレーベル館、やなせスタジオ）

## 楽曲
オープニング『アンパンマンのマーチ』
エンディング『勇気りんりん』
作詞：やなせたかし、作曲：三木たかし、編曲：大谷和夫、歌：ドリーミング
テーマ曲『シャボン玉のダンス』
作詞：やなせたかし、作曲：ミッシェル・カマ、宮島律子、編曲：宮島律子、中山聡、歌：ドリーミング
挿入歌『アンパンマンたいそう』
作詞：やなせたかし、魚住勉、作曲：馬飼野康二、編曲：近藤浩章、歌：ドリーミング

## それいけ!アンパンマン ホラーマンとホラ・ホラコ
『それいけ!アンパンマン シャボン玉のプルン』の同時上映作品。

### 概要
同時上映作品で再びホラーマンがメインとなった作品。
演出上の特徴として、冒頭とエンディングに絵本が登場し、冒頭は絵本が開いてタイトルコールの後に絵本の挿絵がズームインして本編が始まる、エンディングでは本編のシーンの静止画が挿絵のように表示される、ラストは絵本が閉じて背表紙に「おしまい」のクレジットがされる等、まるで本編が絵本の話であるかのような演出がされている。彼がメインなのは過去の劇場版「みんな集まれ!アンパンマンワールド」のBパートの話「メロンパンナとあかちゃんまん」以来である。ちなみにメインキャラであるバタ子さんとドキンちゃんを除くレギュラーキャラが男のみの登場でもある。

### あらすじ
南の島でバカンスを楽しんでいたばいきんまん達。海で泳いでいたホラーマンは、海の底にホラ貝の形をした「ホラ貝UFO」がある事に気付く。そこにはホラーマンにそっくりな女の子・ホラ・ホラコがいた。
凄まじい海流に巻き込まれ、その勢いで海岸へと投げ出された2人。ホラーマンに親切にされたホラコは、ひょうきんな性格の彼にすっかり一目惚れ。更に、偶然出会ったジャムおじさん達の前で「私はホラーマンと人魚姫の娘」とホラを吹いてしまう。ホラコのホラ話をすっかり信じ込んでしまったアンパンマン達は、ホラーマンと人魚姫を手分けして探す事に。
一方、ホラコは至る所でホラ話を吹きに回ってしまったおかげで大騒ぎ。ホラーマンもまた、「自分はホラー王子である」という彼女のホラを信じてしまい…。

### 登場キャラクター（キャスト）

#### レギュラーキャラクター
アンパンマン
声 - 戸田恵子
序盤にお腹を空かせたホラーマンの声を聞き駆けつけ自分の顔を分けてあげた。勘違いでばいきんまんがホラーマンを襲い掛かけるも「トリプルパンチ」でだだんだんを貫いた。
ばいきんまん
声 - 中尾隆聖
ホラー王子になりきったホラーマンに見下された事で激怒し、だだんだんでホラーマンとホラコを襲おうとする。
ホラーマン
声 - 肝付兼太
本作の主役で、「ホラーマンはかつてホラー王子で、ホラコの父」というホラコのホラ話を真に受けてしまい、ばいきんまんとドキンちゃんに別れを告げようとする。また、大好きなドキンちゃんを「美しさでは人魚姫に敵わない」と一蹴する。ばいきんまん達に別れを告げようとしたが、結局信じてもらえず襲われた時はホラコの必死のホラ話を全て真に受けて彼らと戦おうとしたがほとんど返り討ちにされる。しかし、「ホラー侍」に扮した時はだだんだんの武器を刀で破壊する等の戦闘力の高さを見せた。珍しく、序盤はアンパンマンから顔を分けて貰うシーンがある。
ジャムおじさん
声 - 増岡弘
ホラコのホラ話に驚いたバタコさんのリアクションで彼女の手が二度も自身の顔にぶつかってしまい、ホラコのホラ話を聞いたのと同時に一緒に涙目になってしまうという近年では稀な扱いになっている。
バタコさん
声 - 佐久間レイ
ホラコのホラ話に驚いたリアクションで二度も自身の手がジャムおじさんの顔にぶつかってしまう。
めいけんチーズ
声 - 山寺宏一
ジャムおじさんとバタコさんがアンパンマンの新しい顔を作り上げていたため、アンパンマン号の操縦を行っていた。ホラコのホラ話を完全に信じてしまい、大量の涙を流していた。
ドキンちゃん
声 - 鶴ひろみ
自分の美しさに自信を持っていたが、ホラコのホラ話を真に受けていたホラーマンから一蹴されてしまった。
しょくぱんまん
声 - 島本須美
カレーパンマン程ではないがホラコのホラ話には半信半疑で、薄々は気がついていた。
カレーパンマン
声 - 柳沢三千代
ホラコのホラ話を信じていなかった。事情には関心を向けず、口は悪かったもののジャムおじさんがホラコを諭した言葉に「オレも（ホラを吹くのは）良くないと思うぜ」と同調していた。
クリームパンダ
声 - 長沢美樹
高い所で空を飛ぶ練習をしていたが、強風にあおられ地面に落ち泥まみれになっていた。ホラコから「『フワフワの葉っぱ』を使って空を高く飛んだ事がある」というホラ話を聞かされ、葉っぱを身につけて空を飛んだが変わらず落下して泥まみれになってしまう。また、本作のみ同時上映へ登場する。次回作から2年間まで同時上映へ登場しなくなる。
どんぶりまんトリオ
てんどんまん
声 - 坂本千夏
カツドンマン
声 - 三ツ矢雄二
かまめしどん
声 - 山寺宏一
ホラコから「土の中を掘ったら冷たいジュースが湧き出た」というホラ話を聞かされ、土の中を掘ったら熱湯が涌き出てしまう。
ゆず姫
声 - 吉田小南美
映画シリーズでは初登場。他のキャラクターと同じくホラコのホラ話を真に受けてしまい、アングリラに立ち向かおうとする。しかし逆に押し潰されそうになるがアンパンマンの登場で難を逃れた。メロンパンナ、ゆずじいや不在
カバオくん
声 - 山寺宏一
クマ太、ネコ美と共にホラコから「雲は綿菓子のように美味しい」というホラ話を聞かされ、木を登ったら下りられなくなってしまう。
ちびぞうくん
声 - 坂本千夏
おにぎりを持っていた為、アングリラに襲われていた。
クマ太
ネコ美
カバオくんと一緒にホラコのホラ話に翻弄されてしまう。

#### ゲストキャラクター
ホラ・ホラコ
声 - 榎本加奈子
ホラーマンにそっくりな女の子で、海底のホラホラ王国のお姫様。ホラ話が得意でホラを吹く時にホラ貝を吹いた時の音が鳴る。優しくしてくれたホラーマンを慕うあまり、ホラーマンの「娘」だとホラを吹いたが、終盤は「兄になって欲しい」とお願いしホラーマンに了解された。ホラーマンとホラ貝とホラ話をかけたキャラで、実際は骨ではなく貝のキャラクター。
ゆず姫の鳩
声 − 不明
アングリラ
声 - 藤井恒久（日本テレビアナウンサー）
おにぎりを持っていたちびぞうくんを襲っていた。ゆず姫を踏み潰そうとしたところをアンパンマンに止められ空の彼方へ投げ飛ばされた。
ホラ貝はくしゃく
声 - 藤井恒久
ホラ・ホラコの家来。TVアニメ版と違い、ホラは吹かず性格も実直。

#### ホラコのホラ話に登場したキャラクター
人魚姫
ホラー王子と相思相愛の仲だったが、生き別れてしまう。
ホラー王子
人魚姫と相思相愛の仲だったが、生き別れてしまう。元気を失くし痩せこけてしまった結果、現在のホラーマンになったという設定。
こゆび姫
ゆず姫とそっくりな小さな姫で彼女と同様、鳩に乗って旅をしている。釣り上げた巨大なイカを遠くまで投げ飛ばしたという。

### 用語
ホラホラ王国

#### 乗り物
アンパンマン号
ホラ貝UFO
水車の音 - 藤井恒久
ホラコが乗っていたホラ貝型の乗り物。

##### バイキンメカ
バイキンUFO
だだんだん

### スタッフ
- 製作 - 松元理人、平山博志
- 原作 - やなせたかし「アンパンマンとホラ・ホラコ」（フレーベル館刊）
- プロデューサー - 吉野朋子、柳内一彦、倉田貴也、俣野尚郎
- 脚本 - 菅良幸
- 主題歌 - 三木たかし、やなせたかし
- 音楽 - いずみたく、近藤浩章
- キャラクターデザイン - 前田実
- 作画監督 - 伊東絵美
- 美術監督 - 光元博行
- 色彩設計 - 平山礼子
- 撮影監督 - 川田敏寛
- 編集 - 鶴淵允寿、鶴淵和子
- 音響監督 - 山田知明
- 音楽監督 - 鈴木清司
- 音響効果 - 糸川幸良
- 文芸担当 - 小野田博之
- 担当プロデューサー - 久保雄輔
- 監督 - 日巻裕二
- 原画 - 伊東誠、伊東絵美
- アニメーション制作 - 東京ムービー
- 協力 - 読売広告社
- 製作 - バップ

### 楽曲
エンディング『ホラ・ホラ・ホラコ』
作詞：やなせたかし、作曲：ミッシェル・カマ、Rie、編曲：Rie、熊谷憲康、歌：ドリーミング
挿入歌『ホホラ ホラ ブルース』
作詞：やなせたかし、作曲・編曲：近藤浩章、歌：安西康高、小宮一浩、永井崇多宏、石塚勇
ホラ・ホラコのホラ話のシーンで流される。